# فاطمة العاقل
فاطمة العاقل (1957 - 11 كانون الثاني 2012)، ناشطة في شؤون الأشخاص ذوي الإعاقة؛ وجهت معظم جهودها لدعوة النساء المكفوفات للتعليم. ولدت هي وأختها بمشكلة في البصر، فعانتا من صعوبات شديدة في التعليم باليمن لذلك انتقلتا إلى مصر لتوفر فرص التعليم أكثر بما يتناسب مع حالتهما. فقدت بصرها أثناء مرحلة الدراسة الجامعية في جمهورية مصر العربية نتيجة إصابتها حينها بصداع شديد، وهو ما أدى بعد ذلك إلى فقدانها بصرها.

## دراستها وإنجازاتها
أنهت دراستها الجامعية بحصولها على درجة البكالوريوس في الفنون، وحصلت على درجة الدبلوم في الدراسات الإسلامية. بدأت عملها الخيري في مركز النور للمكفوفين بالقاهرة 1986م - 1992م، ثم عادت لليمن بعد 27 عاماً قضتها في مصر، ورأست جمعية المكفوفين في العام 1993م. كان عدد المواطنين الذين يعانون من الإعاقات وأمراض العيون مرتفعاً، في حين كانت الخدمات الطبية شحيحة والخبرات ضعيفة، ما زاد إحباطها؛ لكن ساعدها وضع أهلها المادي للبدء بنشاطها في مساعدة المكفوفين فقدها للبصر كان دافعها لافتتاح أول مدرسة للمكفوفين في اليمن عام 1995. في وقت لاحق، أسست مؤسسة الأمان لرعاية النساء الكفيفات (AOBWC في عام 1997 بهدف زيادة فرص النساء المكفوفات في التعليم والقوى العاملة في عام 2012، قدّر عدد اليمنيين المصابين بالعمى بحوالي 76000 شخص، يعيش معظمهم في المناطق الريفية  تدعم مؤسسة الأمان تعليم النساء الكفيفات من أجل مساعدتهن على المشاركة في المجالات الاجتماعية والسياسية. تساعد مجموعتها أيضًا على تكييف الأدب مع طريقة برايل 

## المناصب التي شغلتها
- منصب رئيس الجمعية اليمنية لرعاية وتأهيل المكفوفين 1992-1998م.
- مديرة معهد الشهيد فضل الحلالي للكفيفات من عام 1995م- 2012م.
- مؤسِّسة ورئيس جمعية «الأمان» لرعاية الكفيفات 6/6/1999م.
- مؤسِّسة ورئيس مؤسَّسة «خذ بيدي» الخيرية التنموية منذ العام 2010م
- رائدة في الأعمال الخيرية والاجتماعية، مدربة واستشارية لمنظمات المجتمع المدني.[2]

### مشاركاتها الداخلية والخارجية
- عضوة في اللجنة التحضيرية للاتحاد اليمني للمعاقين 9/1999م.
- تأسيس هيئة التنسيق للمنظمات اليمنية غير الحكومية لحقوق الطفل 1994م.
- عضوة في اتحاد المكفوفين للجنة الشرق الأوسط – الرياض 1998م.
- عضوة في المنظمة العربية للمعاقين ومقرها بيروت – لبنان 1997م.
- عضوة في الاتحاد العالمي للمكفوفين – أستراليا 1993م.
- عضوة في منظمة التأهيل الدولي 2002م.
- عضوة في اتحاد آسيا للمكفوفين – الهند 2002م.[8]

## جوائز
- في عام 2012، كُرمت العاقل من قبل جائزة بلقيس، وهي جائزة سنوية بقيمة 20,000 دولار تُمنح للاعتراف بمساهمات المجموعات النسائية في اليمن.[9]

- كُرمت فاطمة العاقل في "مهرجان المكفوفين" السنوي الثالث في صنعاء في عام 2013 لعملها في AOBWC وهي تسعى إلى خلق "عالم أكثر تعاطفًا ومراعاة للمكفوفين.[10]

## وصلات خارجية
- الموقع الرسمي لمنظمة الأمان لرعاية السيدات الكفيفات